# Emmanuel Van De Merghel
Emmanuel Van De Merghel (Brussel, 15 november 1908) was een Belgisch hockeyer.

## Levensloop
Van De Merghel was actief bij RRC Bruxelles.
Hij maakte deel uit van het Belgisch hockeyteam. Met de nationale ploeg nam hij onder meer deel aan de Olympische Zomerspelen van 1936.